# Амурский областной краеведческий музей
Амурский областной краеведческий музей имени Г. С. Новикова-Даурского — старейший краеведческий музей на Дальнем Востоке России. Основан 16 (28) августа в 1891 году по инициативе Благовещенской Городской Думы для встречи цесаревича Николая Романова. В 2021 году отметил своё 120-летие.

## История

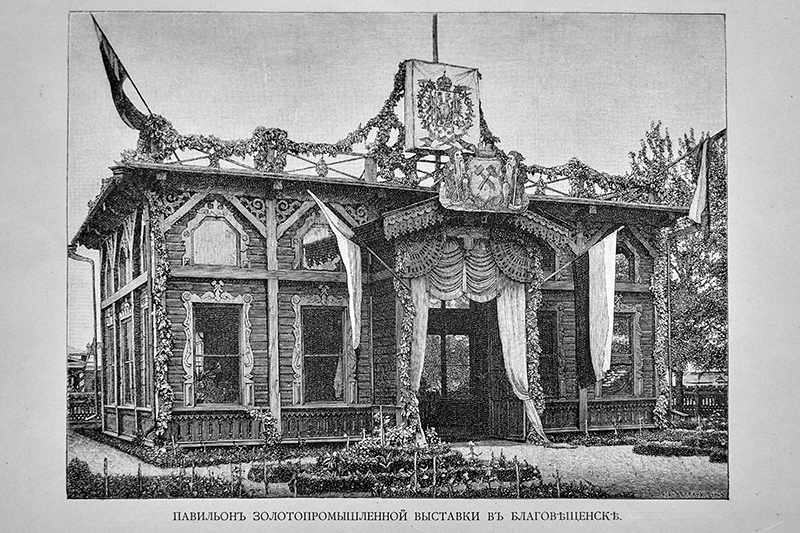
Выставочный павильон, 1891 г

Первой страницей истории музея стал павильон золотопромышленных машин и оборудования построенный специально для встречи цесаревича Николая в г. Благовещенске при совершении им кругосветного путешествия в 1891 г. В павильоне были собраны и выставлены всевозможные экспонаты, инструменты, минеральные коллекции, золото на разных этапах обработки. На экспозиции демонстрировали так же процесс промывки золотоносных песков (тк. в Амурской область с 1865 года активно добывали золото для Российской Империи).
После торжественной встречи экспонаты перенесли в здание городской управы, где по решению Городской Думы было выделено 2 кабинета. С 1911 года музей размещался в здании бывшего интерната женской гимназии (ныне здание Благовещенского ЗАГСа).
С 1950-х годов музей возглавляли подлинные энтузиасты музейного дела, вложившие много сил, энергии, знаний в его развитие: А. В. Краснова, Г. С. Макарова, Б. С. Сапунов, Н. А. Чертова, З. Ф. Рыбак, М. Г. Гарина, Н. Ф. Золотарев, Г. А. Томашик, Е. И. Пастухова.
В 1981 году Амурскому областному музею передали одно из первых кирпичных зданий г. Благовещенска, построенное в конце XIX для магазина торговой немецкой компании «Кунст и Альберс». В 1984 году, после реконструкции здания музей встречал первых посетителей.

## Экспозиция музея[4]
Среди представленных в музее экспонатов есть уникальные костюмы и атрибуты даурского и эвенкийского шаманов, Усть-Нюкжинский метеорит (найден в начале XX века в Тындинском районе), кости найденных динозавров.
11 февраля 2015 г. в Амурском областном краеведческом музее (зал № 13) открылась экспозиция «Из истории политических репрессий на территории Амурской области (1920—1950-е гг.)». В 1920—1950 гг. было незаконно репрессировано более 117 тысяч амурчан. Большинство из них было приговорено к высшей мере наказания. На территории Амурской области в 1930—1940 гг. располагались такие отделения ГУлага, как БАМлаг, (затем Амурлаг), Райчихлаг, Буржелдорлаг, подразделения Дальлага и другие лагеря. Новая экспозиция раскрывает причины, механизм и последствия массовых политических репрессий и рассказывает о трагических судьбах амурчан, пострадавших от тоталитарного коммунистического режима. В ней представлены материалы из фондов музея (документы по истории БАМлага, о Г. С. Новикове-Даурском, А. Я. Гурове), личных архивов жителей Амурской области и рабочего архива секретаря Комиссии по восстановлению прав реабилитированных жертв политических репрессий при Правительстве Амурской области Л. М. Журавлёва. Это — документы, фотографии, указы правительственных органов, предметы быта, орудия труда политических заключённых.